# ۸ سپتامبر
۸ سپتامبر دویست و پنجاه و یکمین (در سال‌های کبیسه دویست و پنجاه و دومین) روز سال در گاه‌شماری میلادی است. ۱۱۴ روز تا پایان سال باقی‌است.

## رویدادها
- ۷۰ - امپراتوری روم شهر اورشلیم را پس از یک محاصره طولانی، تصرف و پرستش‌گاه اورشلیم را ویران کرد.
- ۱۹۴۱ - جنگ جهانی دوم: آغاز محاصره لنینگراد

## زادروزها
- ۱۳۸۸ – شهاب‌الدین حجازی، نویسنده، ادیب و شاعر حجازی-مصری (د. ۱۴۷۱)
- ۱۸۴۱ – آنتونین دورژاک، موسیقیدان و آهنگساز اهل چک (د. ۱۹۰۴)
- ۱۸۸۳ – تئودور پیلت، رانندهٔ خودروهای مسابقه‌ای (د. ۱۹۲۱)
- ۱۹۱۸ – فرانس پاولس، دوچرخه‌سوار اهل هلند (د. ۲۰۰۱)
- ۱۹۵۶ – استفان یوهانسون، رانندهٔ خودروهای مسابقه‌ای
- ۱۹۶۰ – آگوری سوزوکی، رانندهٔ مسابقات فرمول یک
- ۱۹۸۴ – ویتالی پتروف، رانندهٔ خودروهای مسابقه‌ای

## درگذشت‌ها
- ۲۰۲۲ - الیزابت دوم، ملکه بریتانیا (د. ۱۹۲۶)

## مناسبت‌ها
- روز جهانی سواد[نیازمند منبع]
- روز جهانی فیزیوتراپی[نیازمند منبع]